# Letheobia pauwelsi
Letheobia pauwelsi là một loài rắn trong họ Typhlopidae. Loài này được Wallach mô tả khoa học đầu tiên năm 2005.